# Калдуни (Лодзинське воєводство)
Калдуни (пол. Kałduny) — село в Польщі, у гміні Белхатув Белхатовського повіту Лодзинського воєводства.
Населення — 201 особа (2011).
У 1975-1998 роках село належало до Пйотрковського воєводства.

## Демографія
Демографічна структура станом на 31 березня 2011 року:
|          | Загалом | Допрацездатний вік | Працездатний вік | Постпрацездатний вік |
| -------- | ------- | ------------------ | ---------------- | -------------------- |
| Чоловіки | 104     | 15                 | 80               | 9                    |
| Жінки    | 97      | 11                 | 61               | 25                   |
| Разом    | 201     | 26                 | 141              | 34                   |